# Луисвил (Канзас)
Луисвил (енгл. Louisville) град је у америчкој савезној држави Канзас.

## Демографија
По попису из 2010. године број становника је 188, што је 21 (-10,0%) становника мање него 2000. године.
| Група             | 2000.       | 2010.       |
| Белци             | 204 (97,6%) | 171 (91,0%) |
| Афроамериканци    | 0 (0,0%)    | 0 (0,0%)    |
| Азијати           | 0 (0,0%)    | 0 (0,0%)    |
| Хиспаноамериканци | 3 (1,4%)    | 11 (5,9%)   |
| Укупно            | 209         | 188         |